# Argis
Argis är en kommun i departementet Ain i östra Frankrike. Kommunen ligger  i kantonen Saint-Rambert-en-Bugey som ligger i arrondissementet Belley. Kommunens areal är 7,84 km². År 2022 hade Argis 420 invånare.

## Befolkningsutveckling
Antalet invånare i kommunen Argis
Referens: INSEE